# Gazzetta di Mantova
La Gazzetta di Mantova (la Gazzette de Mantoue) est un quotidien italien, de Mantoue, qui diffuse à plus de 40 000 exemplaires de moyenne (sept. 2005). Elle appartient au Gruppo Editoriale Espresso (qui publie aussi L'espresso).